# A Shop for Killers
A Shop for Killers (koreanischer Originaltitel: 킬러들의 쇼핑몰) ist eine südkoreanische Serie, basierend auf dem Roman Sarinjaui Syopingmol von Kang Ji-young. In Südkorea fand die Premiere der Serie am 17. Januar 2024 als Original durch Disney+ via Star statt. Im deutschsprachigen Raum erfolgte die Erstveröffentlichung der Serie am selben Tag durch Disney+ via Star.
Die Serie wurde um eine zweite Staffel verlängert, die voraussichtlich im Jahr 2026 auf Disney+ erscheinen wird.

## Handlung
Für Jeong Ji-an beginnt mit dem Tod ihres Onkels Jeong Jin-man, der sie als Kind bei sich aufnahm, nachdem sie den Rest ihrer Familie durch eine Reihe schrecklicher Schicksalsschläge verloren hatte, ein Kampf ums blanke Überleben, als sie nach und nach die wahre Identität ihres Onkels aufdeckt und ins Visier hochqualifizierter Auftragskiller rückt.

## Besetzung und Synchronisation
Die deutschsprachige Synchronisation entstand nach den Dialogbüchern von Martin Gleitze und Barbara Bayer-Schur sowie unter der Dialogregie von Heiko Akrap durch die Synchronfirma Iyuno Germany in Berlin.

### Hauptdarsteller
| Rolle                     | Schauspieler  | Synchronsprecher   |
| ------------------------- | ------------- | ------------------ |
| Jeong Jin-man             | Lee Dong-wook | Sebastian Kluckert |
| Jeong Ji-an               | Kim Hye-jun   | Daniela Molina     |
| Jeong Ji-an (Jugendliche) | Cho Si-yeon   | Madeleine Tanfal   |
| Jeong Ji-an (Kind)        | Ahn Se-bin    | Marley Burke       |

### Nebendarsteller
| Rolle                | Schauspieler    | Synchronsprecher          |
| -------------------- | --------------- | ------------------------- |
| Bae Jeong-min        | Park Ji-bin     | Tobias Diakow             |
| Bae Jeong-min (Kind) | Kim Ye-gyeom    | Aykan Can Agöz            |
| Bale                 | Jo Han-sun      | Samuel Zekarias           |
| Bongo                | Hwang Dae-ki    | Tino Kießling             |
| Herr Kim             | Kim Tae-han     | Hanns-Jörg Krumpholz      |
| Honda                | Park Jeong-woo  | Heiko Akrap               |
| Jeong Jin-cheon      | Han Chul-woo    | Sven Gerhardt             |
| Jun-cheol            | Jeong I-hun     | Jan Makino                |
| Kim Seong-hwan       | Park Sang-won   | Thomas Arnold             |
| Kuma                 | Hwang Dong-hyun | Daniel Johannes           |
| Lee Yong-han         | Ahn Kil-kang    | Tilo Schmitz              |
| Lee Seong-jo         | Seo Hyun-woo    | Sebastian Christoph Jacob |
| Park Eun-young       | Song Ah-kyung   | Ilka Willner              |
| Park Young-soon      | Cha Mi-kyung    | Frauke Poolman            |
| Pasin Kradek         | Kim Min         | Fabian Kluckert           |
| So Min-hye           | Geum Hannah     | Alice Bauer               |

### Gastdarsteller
| Rolle                        | Schauspieler  | Synchronsprecher |
| ---------------------------- | ------------- | ---------------- |
| Cha Min-sook                 | Lee Tae-yul   | Stefanie Masnik  |
| Jun-myeon                    | Zo Zee-an     | Oscar Räuker     |
| Kriminalbeamter Park Jin-woo | Kim Yoon-sung | Bernhard Völger  |
| Lehrerin von Jeong Ji-an     | Kim Ji-sook   | Carolin Lelewel  |

## Episodenliste

### Staffel 1
| Nr. | Deutscher Titel                          | Originaltitel          | Erstveröffentlichung (Südkorea) | Deutschsprachige Erstveröffentlichung (D/A/CH) |
| --- | ---------------------------------------- | ---------------------- | ------------------------------- | ---------------------------------------------- |
| 1   | Murthehelp                               | 머더헬프               | 17. Jan. 2024                   | 17. Jan. 2024                                  |
| 2   | Jeong Jinman, Jeong Jinman, Jeong Jinman | 정진만, 정진만, 정진만 | 17. Jan. 2024                   | 17. Jan. 2024                                  |
| 3   | Die Starken jaulen nicht                 | 강하면 짖지 않아       | 24. Jan. 2024                   | 24. Jan. 2024                                  |
| 4   | Der Einkaufsmarkt                        | 쇼핑몰                 | 24. Jan. 2024                   | 24. Jan. 2024                                  |
| 5   | Babylon                                  | 바빌론                 | 31. Jan. 2024                   | 31. Jan. 2024                                  |
| 6   | Jeong Jinman                             | 정진만                 | 31. Jan. 2024                   | 31. Jan. 2024                                  |
| 7   | Falle                                    | 함정                   | 7. Feb. 2024                    | 7. Feb. 2024                                   |
| 8   | Hör zu, Jian                             | 잘 들어, 정지안        | 7. Feb. 2024                    | 7. Feb. 2024                                   |